# Darcy Wakaluk
Darcy Wakaluk, född 14 mars 1966, är en kanadensisk före detta professionell ishockeymålvakt som tillbringade åtta säsonger i den nordamerikanska ishockeyligan National Hockey League (NHL), där han spelade för Buffalo Sabres, Minnesota North Stars, Dallas Stars och Phoenix Coyotes. Han släppte in i genomsnitt 3,22 mål per match och höll nollan (inte släppt in ett mål under en match) nio gånger på 191 grundspelsmatcher. Wakaluk spelade också för Rochester Americans i American Hockey League (AHL); Kalamazoo Wings i International Hockey League (IHL) och Kelowna Wings och Spokane Chiefs i Western Hockey League (WHL).
Han draftades av Buffalo Sabres i sjunde rundan i 1984 års draft som 144:e spelare totalt.
Efter den aktiva spelarkarriären har han varit målvaktstränare för Kamloops Blazers, Vancouver Giants, Calgary Hitmen och Lethbridge Hurricanes.